# Скопас (военачалник)
Скопас (на гръцки: Σκόπας) е етолийски военачалник, политик и наемник, участник в няколко големи войни в Източното Средиземноморие през периода 220 – 200 г. пр. Хр.
Първата от тези войни – Съюзническата, Скопас предизвиква сам заедно с Доримах. Начело на етолийски отряд двамата предводители опустошават Месения и разбиват армията на Ахейския съюз при Кафия. Това е достатъчно за македонския цар Филип V да поведе коалиция от гръцки държави срещу Етолия. През 219 г. пр. Хр. Скопас е избран за стратег на Етолийския съюз. Предвожда поход в сърцето на Древна Македония, разрушава светилището в Дион и опустошава областта Пиерия.
През 211 г. пр. Хр., когато етолийците се включват в първата римско-македонска война на страната на Рим, Скопас отново заема длъжността стратег. На следващата година заедно с римляните завладява град Антикира във Фокида.
След мира с Македония, през 204 г. пр. Хр. Скопас е избран от етолийците да уреди законово проблема със задлъжняването на голяма част от гражданите. Не успява да се справи с тази задача и емигрира в царството на Птолемеите.
В Александрия Скопас натрупва голямо богатство и власт, благодарение на поверения му набор на наемници от родината му. Регентите на малолетния цар Птолемей V му поверяват армията срещу нахлулия в Палестина селевкидски цар Антиох III. В началото Скопас води военните действия успешно, но в битката при Панион търпи пълен разгром (200 г. пр. Хр.). Екзекутиран е през 196 г. пр. Хр. заради опит за преврат в Египет.